# Vejlefjordbroen
Vejlefjordbroen (dänisch für „die Vejlefjordbrücke“) ist eine Betonbalkenbrücke im Osten der dänischen Stadt Vejle, die dort den gleichnamigen Fjord überquert. Auf der sechsspurigen Autobahnbrücke verläuft als Teil der E45 die „ostjütische Autobahn“ (Østjyske Motorvej), die von Fredericia in der Fredericia Kommune bis nach Hinnerup in der Favrskov Kommune führt. Von der Brücke besteht Aussicht auf den Vejlefjord, das Stadtzentrum von Vejle und den wellenförmigen Wohngebäudekomplex Bølgen.
Die Brücke ist 1710,15 Meter lang und wird von zwei Widerlagern und 16 Stahlbetonpfeilern getragen. Die Stützweiten der 17 Öffnungen betragen 67,90 Meter, 14 × 110,00 Meter, 68,75 Meter und 33,5 Meter. Der Spannbetonüberbau besteht aus einem einzelligen unten 12,00 Meter breiten Hohlkasten, der eine Bauhöhe von 3,00 Meter im Feld und 6,00 Meter am Pfeiler aufweist. Der Entwurf für das ausgeführte Brückenbauwerk wurde von der dänischen Ingenieurgesellschaft Cowiconsult erstellt.
Wegen seiner Nord-Süd-Ausrichtung und seiner Lage im Tunneltal ist das Bauwerk vom Westen aus starken Seitenwinden ausgesetzt, weshalb es bei Stürmen oft geschlossen werden muss.

## Geschichte
Nachdem der Verkehr durch das Zentrum von Vejle seit den 1960er Jahren immer mehr zunahm, forderten Politiker und Bürger eine Lösung der Verkehrsprobleme. Vor allem im Sommer bildeten sich quer durch die Stadt lange Schlangen auf der ehemaligen Hauptstraße A10 (Hovedvej A10). Grundlage zum Bau der Brücke bildete ein Beschluss des Folketings, der eine Autobahn von Kolding bis Vejle vorsah. Im November 1974 folgte eine internationale Ausschreibung, die damals die größte in der Geschichte des dänischen Straßenamtes Vejdirektoratet war. Zuschlag erhielt im Juli 1975 Vejlefjordkonsortiet. Das Konsortium setzte sich zusammen aus den dänischen Bauunternehmen Monberg & Thorsen A/S und A. Jespersen & søn A/S sowie der deutschen Firma Dyckerhoff & Widmann AG. Hinter der Brückengestaltung standen die Architekten Peter Hvidt und Orla Mølgaard-Nielsen, die bereits bei der Neuen Kleiner-Belt-Brücke mitwirkten.
Nach fünf Jahren Bauzeit konnte Vejlefjordbroen am 20. Juni 1980 vom Vejdirektorat für den Verkehr freigegeben werden. Etwa eine Woche später, am 28. Juni, wurde der „Brückenmarsch des Roten Kreuzes“ (Røde Kors´ bromarch) veranstaltet, bei dem rund 160.000 Menschen über die Brücke spazierten. Die dänische Königin Margrethe II. weihte das Bauwerk schließlich am 1. Juli 1980 offiziell ein.